# Nuoto ai campionati mondiali di nuoto 2025 - 100 metri dorso maschili
La gara di nuoto dei 100 metri dorso maschili dei campionati mondiali di nuoto 2025 è stata disputata il 27 e il 28 luglio 2025 presso il Singapore Sports Hub di Singapore. Vi hanno preso parte 59 atleti provenienti da 51 nazioni.
La competizione è stata vinta dal nuotatore sudafricano Pieter Coetze mentre l'argento e il bronzo sono andati rispettivamente all'italiano Thomas Ceccon e al francese Yohann Ndoye-Brouard

## Podio
| Posizione | Atleta               | Nazionalità |
| --------- | -------------------- | ----------- |
| Oro       | Pieter Coetze        | Sudafrica   |
| Argento   | Thomas Ceccon        | Italia      |
| Bronzo    | Yohann Ndoye-Brouard | Francia     |

## Programma
| Data           | Ora (UTC+3) | Turno      |
| -------------- | ----------- | ---------- |
| 28 luglio 2025 | 04:23       | Batterie   |
| 28 luglio 2025 | 13:19       | Semifinali |
| 29 luglio 2025 | 13:59       | Finale     |

## Record
Prima della competizione il record del mondo e il record dei campionati erano i seguenti:
| Record mondiale       | 51"60 | Thomas Ceccon Italia | 20 giugno 2022 Budapest, Ungheria |
| Record dei campionati | 51"60 | Thomas Ceccon Italia | 20 giugno 2022 Budapest, Ungheria |

## Risultati

### Batterie
| Pos. | Batteria | Corsia | Atleta                 | Nazionalità       | Tempo   | Note             |
| ---- | -------- | ------ | ---------------------- | ----------------- | ------- | ---------------- |
| 1    | 6        | 6      | Yohann Ndoye-Brouard   | Francia           | 52"30   | Q                |
| 2    | 5        | 4      | Kliment Kolesnikov     | Atleti Neutrali B | 52"57   | Q                |
| 3    | 4        | 5      | Hubert Kós             | Ungheria          | 52"60   | Q                |
| 4    | 5        | 5      | Apostolos Christou     | Grecia            | 52"61   | Q                |
| 5    | 4        | 7      | Christian Bacico       | Italia            | 52"72   | Q                |
| 6    | 6        | 5      | Miron Lifintsev        | Atleti Neutrali B | 52"77   | Q                |
| 7    | 4        | 3      | Pieter Coetze          | Sudafrica         | 52"80   | Q                |
| 8    | 5        | 3      | Ksawery Masiuk         | Polonia           | 52"82   | Q                |
| 9    | 4        | 4      | Oliver Morgan          | Gran Bretagna     | 52"93   | Q                |
| 10   | 6        | 2      | Mewen Tomac            | Francia           | 53"07   | Q                |
| 11   | 4        | 6      | Evangelos Makrygiannis | Grecia            | 53"29   | Q                |
| 12   | 5        | 7      | Miroslav Knedla        | Rep. Ceca         | 53"59   | Q                |
| 13   | 6        | 4      | Thomas Ceccon          | Italia            | 53"65   | Q                |
| 14   | 6        | 3      | Xu Jiayu               | Cina              | 53"73   | Q                |
| 15   | 6        | 7      | Ulises Saravia         | Argentina         | 53"74   | Q                |
| 16   | 5        | 0      | Ádám Jászó             | Ungheria          | 53"78   | Q                |
| 17   | 6        | 1      | Lee Ju-ho              | Corea del Sud     | 53"79   |                  |
| 18   | 5        | 2      | Tommy Janton           | Stati Uniti       | 53"87   |                  |
| 19   | 4        | 2      | Jonathon Marshall      | Gran Bretagna     | 53"91   |                  |
| 20   | 4        | 1      | Roman Mityukov         | Svizzera          | 53"92   |                  |
| 21   | 6        | 8      | Riku Matsuyama         | Giappone          | 53"94   |                  |
| 22   | 3        | 1      | Finn Harland           | Nuova Zelanda     | 54"17   |                  |
| 23   | 4        | 0      | Adrián Santos          | Spagna            | 54"22   |                  |
| =24  | 4        | 8      | Oleksandr Zheltyakov   | Ucraina           | 54"24   |                  |
| =24  | 5        | 1      | Kai van Westering      | Paesi Bassi       | 54"24   |                  |
| 26   | 6        | 0      | John Shortt            | Irlanda           | 54"26   |                  |
| 27   | 5        | 8      | Wang Shun              | Cina              | 54"31   |                  |
| 28   | 3        | 4      | Marcus Reyes-Gentry    | Messico           | 54"36   |                  |
| 29   | 2        | 5      | Quah Zheng Wen         | Singapore         | 54"39   |                  |
| 30   | 3        | 3      | Joshua Edwards-Smith   | Australia         | 54"52   |                  |
| 31   | 3        | 2      | Inbar Danziger         | Israele           | 54"59   |                  |
| 32   | 5        | 9      | Guilherme Basseto      | Brasile           | 54"68   |                  |
| 33   | 6        | 9      | Denis Popescu          | Romania           | 54"80   |                  |
| 34   | 3        | 5      | Cole Pratt             | Canada            | 54"81   |                  |
| 35   | 3        | 6      | Mantas Kauspedas       | Lituania          | 54"98   |                  |
| 36   | 4        | 9      | Robert Pedersen        | Danimarca         | 55"03   |                  |
| 37   | 3        | 7      | Jack Harvey            | Bermuda           | 55"40   |                  |
| 38   | 3        | 9      | Yeziel Morales         | Porto Rico        | 55"41   |                  |
| 39   | 3        | 8      | Luka Čarapović         | Croazia           | 55"84   |                  |
| 40   | 2        | 4      | Liam Carrington        | Trinidad e Tobago | 55"87   |                  |
| 41   | 2        | 3      | Patrick Groters        | Aruba             | 55"95   |                  |
| 42   | 2        | 6      | Rémi Fabiani           | Lussemburgo       | 56"39   |                  |
| 43   | 2        | 8      | Tonnam Kanteemool      | Thailandia        | 56"53   |                  |
| 44   | 5        | 6      | Jack Aikins            | Stati Uniti       | 56"54   |                  |
| 45   | 2        | 9      | Edhy Vargas            | Cile              | 56"59   |                  |
| 46   | 2        | 0      | Guðmundur Leo Rafnsson | Islanda           | 56"71   |                  |
| 47   | 3        | 0      | Noe Pantskhava         | Georgia           | 56"72   |                  |
| 48   | 2        | 2      | Mohamed Ben Abbes      | Tunisia           | 56"92   |                  |
| 49   | 1        | 8      | Ahmad Safie            | Libano            | 56"94   |                  |
| 50   | 2        | 7      | Hayden Kwan            | Hong Kong         | 57"02   |                  |
| 51   | 2        | 1      | Nikolass Deičmans      | Lettonia          | 57"18   |                  |
| 52   | 1        | 4      | Enkhtöriin Erkhes      | Mongolia          | 57"25   | Record nazionale |
| 53   | 1        | 5      | Alexis Kpade           | Benin             | 57"50   | Record nazionale |
| 54   | 1        | 3      | Zackary Gresham        | Grenada           | 58"25   | Record nazionale |
| 55   | 1        | 6      | Samiul Rafi            | Bangladesh        | 58"36   | Record nazionale |
| 56   | 1        | 2      | Joel Ling              | Brunei            | 1'00"06 |                  |
| 57   | 1        | 7      | Kokoro Frost           | Samoa             | 1'02"15 |                  |
| 58   | 1        | 0      | Mohammed Al-Wahaibi    | Oman              | 1'05"92 |                  |
| 59   | 1        | 1      | Zakhar Pilkevich       | Tagikistan        | 1'08"81 |                  |

### Semifinali
| Pos. | Batteria | Corsia | Atleta                 | Nazionalità       | Tempo | Note             |
| ---- | -------- | ------ | ---------------------- | ----------------- | ----- | ---------------- |
| 1    | 2        | 5      | Hubert Kós             | Ungheria          | 52"21 | Q                |
| 2    | 1        | 4      | Kliment Kolesnikov     | Atleti Neutrali B | 52"26 | Q                |
| 3    | 2        | 6      | Pieter Coetze          | Sudafrica         | 52"29 | Q                |
| 4    | 2        | 1      | Thomas Ceccon          | Italia            | 52"35 | Q                |
| 5    | 2        | 2      | Oliver Morgan          | Gran Bretagna     | 52"41 | Q                |
| 6    | 1        | 5      | Apostolos Christou     | Germania          | 52"44 | Q                |
| 7    | 2        | 4      | Yohann Ndoye-Brouard   | Francia           | 52"47 | Q                |
| 8    | 1        | 3      | Miron Lifintsev        | Atleti Neutrali B | 52"57 | Q                |
| 9    | 1        | 6      | Ksawery Masiuk         | Polonia           | 52"67 |                  |
| 10   | 2        | 3      | Christian Bacico       | Italia            | 52"72 |                  |
| 11   | 1        | 1      | Xu Jiayu               | Cina              | 53"14 |                  |
| =12  | 1        | 2      | Mewen Tomac            | Francia           | 53"15 |                  |
| =12  | 1        | 7      | Miroslav Knedla        | Rep. Ceca         | 53"15 | Record nazionale |
| 14   | 2        | 7      | Evangelos Makrygiannis | Grecia            | 53"36 |                  |
| 15   | 1        | 8      | Ádám Jászó             | Ungheria          | 53"62 |                  |
| 16   | 2        | 8      | Ulises Saravia         | Argentina         | 54"32 |                  |

### Finale
| Posizione | Corsia | Atleta               | Nazionalità       | Tempo | Note |
| --------- | ------ | -------------------- | ----------------- | ----- | ---- |
| Oro       | 3      | Pieter Coetze        | Sudafrica         | 51"85 |      |
| Argento   | 6      | Thomas Ceccon        | Italia            | 51"90 |      |
| Bronzo    | 1      | Yohann Ndoye-Brouard | Francia           | 51"92 |      |
| 4         | 4      | Hubert Kós           | Ungheria          | 52"20 |      |
| 5         | 2      | Oliver Morgan        | Gran Bretagna     | 52"37 |      |
| 6         | 5      | Kliment Kolesnikov   | Atleti Neutrali B | 52"38 |      |
| 7         | 8      | Miron Lifintsev      | Atleti Neutrali B | 52"51 |      |
| 8         | 7      | Apostolos Christou   | Grecia            | 52"62 |      |